# グロドノ県 (ポーランド・リトアニア共和国)

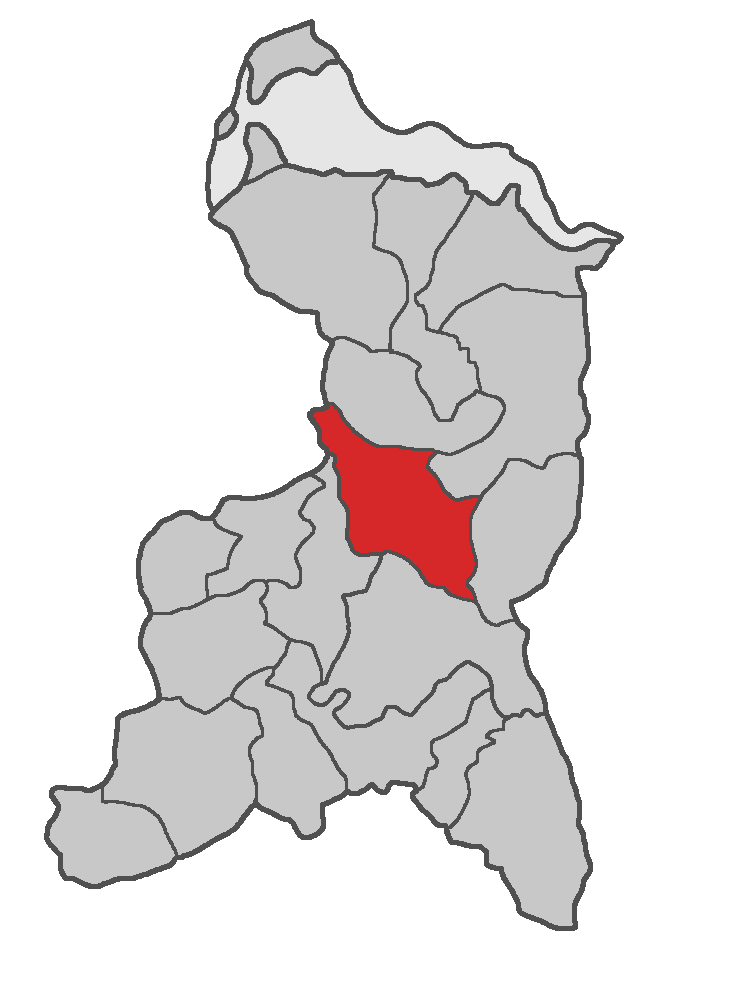
1793 - 1795年のリトアニア大公国領域と、グロドノ県の位置

グロドノ県 / ガルディナス県（ポーランド語: Województwo grodzieńskie / リトアニア語: Gardino vaivadija）はポーランド・リトアニア共和国の県である。

## 歴史
グロドノ県は1793年にトロキ県(ru)のグロドノ郡(pl)が県に昇格する形で形成された。県都はグロドノに置かれた。県知事（ヴォイヴォダ）にはAntanas Suchodolskis(ru)が任命された。
しかし1795年の第3次ポーランド分割によって帝政ロシア領に組み込まれ、グロドノ県は消滅した。グロドノ県域は、ロシアではスロニム県（ナメストニチェストヴォ）に、その廃止後はリトアニア県（グベールニヤ）に属した。